# Stillingia peruviana
Stillingia peruviana là một loài thực vật có hoa trong họ Đại kích. Loài này được D.J.Rogers miêu tả khoa học đầu tiên năm 1951.